# Steorn
 (septembre 2010).

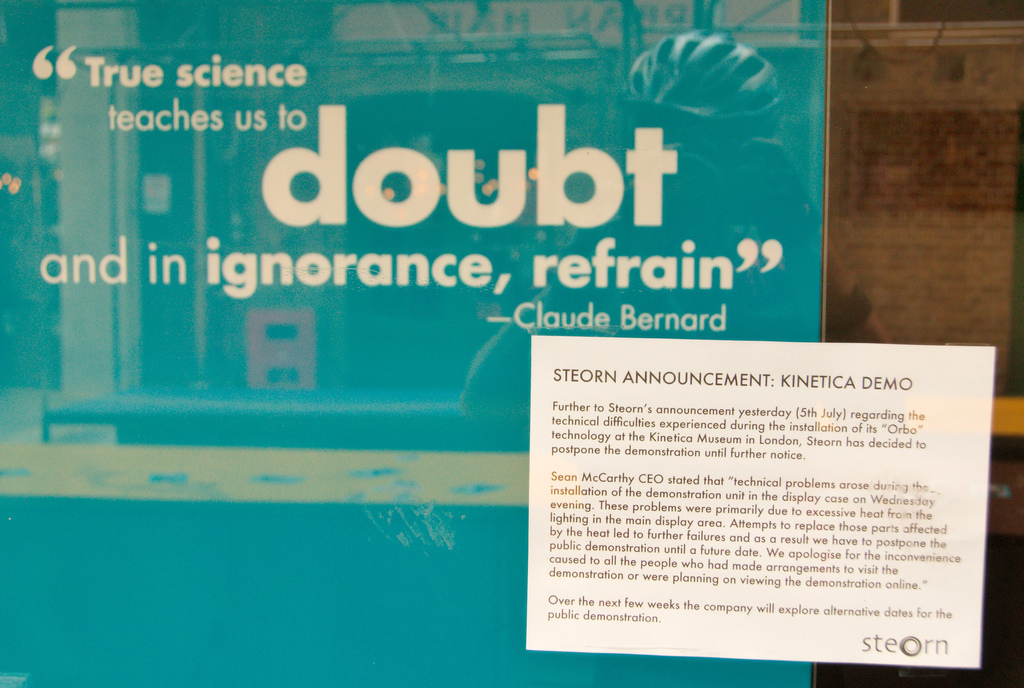

Steorn Ltd. est une petite société privée basée à Dublin, en Irlande. 
La société a brièvement attiré l'attention des médias en août 2006 en plaçant des publicités sur une page du journal The Economist, qui déclaraient qu'elle avait développé une technologie produisant une énergie « libre, propre et permanente » tout en demandant à la communauté scientifique de réfuter cette annonce (d'un point de vue théorique, les lois de la physique écartent d'emblée cette affirmation).
Des physiciens avaient été invités à une démonstration pour tenter de prouver ou bien l'absence de fonctionnement, ou bien la présence de trucage. En l'occurrence, l'appareil ne fonctionna pas, selon ses fabricants à cause d'interférences dues aux projecteurs de la scène. Physicsworld ironisa sur le fait que Steorn aurait pu accuser la première loi de la thermodynamique, autrement dit la conservation de l'énergie : en effet, cette loi démontre bien que l'appareil de Steorn ne peut pas fonctionner, et pour les physiciens il est évident que cet échec démontre que le système n'a jamais fonctionné comme annoncé.
Du 15 décembre 2009 au 31 janvier 2010, au Waterways Centre à Dublin, l'appareil dénommé Orbo, censé être un moteur sur-unitaire, est en démonstration au public pour être évalué et examiné. Les premiers retours sur son authenticité doivent avoir lieu dans les jours qui suivent. Malgré la démonstration, les observateurs restent dubitatifs. Steorn ne fournit de toute manière pas assez d'informations pour permettre de reproduire ses résultats. Or il s'agit d'un critère incontournable pour qu'un résultat soit scientifique.

## Compléments